# Antiguo idioma macedonio
Este artículo trata del idioma usado en la antigüedad. Para el idioma eslavo moderno, no relacionado, véase Idioma macedonio, y para su antepasado véase Antiguo eslavo eclesiástico.
El antiguo macedonio (en griego antiguo Ἀρχαία Μακεδονική; en griego moderno Αρχαία μακεδονική γλώσσα; en latín Lingua Macedonica antiqua) era o una variedad de griego antigua o una lengua helénica separada hablada por los antiguos macedonios en el Reino de Macedonia durante el primer milenio a. C. Fue dejando de usarse a partir del siglo V a. C. y se cree que desapareció en los primeros siglos de nuestra era. Probablemente se hablaba principalmente en las regiones interiores, lejos de la costa. 
Para algunos investigadores, el antiguo macedonio era un dialecto griego muy divergente. Por otra parte, todavía se discute su relación con el de una lengua cercana al proto-griego.

## Documentación en macedonio

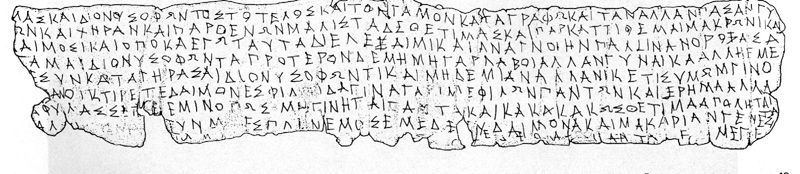
La Tablilla de maldición de Pella (katádesmos): del Prof. Radcliffe G. Edmonds III, Bryn Mawr College.

El conocimiento de la lengua está muy limitado porque no hay ningún texto sobreviviente indiscutiblemente escrito en la lengua, aunque un cuerpo de auténticas palabras macedonias ha sido reunido de fuentes antiguas, principalmente de las inscripciones en monedas, y del léxico de Hesiquio de Alejandría en el siglo V, con unas 700 palabras y nombres propios. La mayoría de estos son con seguridad identificables como griego, pero algunos de ellos no son fácilmente conciliables con el patrón de la fonología griega.
La Tablilla de maldición de Pella (el katádesmos de Pella, una tabella defixionis), un texto escrito en un dialecto dórico, fue encontrado en Pella en 1986, y datado entre el siglo IV a. C. y III; a raíz de ella se ha argumentado que el antiguo idioma macedonio fue un dialecto griego noroccidental, parte de los dialectos dóricos (O. Masson, 1996). Antes de este descubrimiento se había propuesto que el dialecto macedonio era una forma antigua de griego, hablada junto al propio dórico en ese momento (Rhomiopoulou, 1980).

## Descripción lingüística
Poco se puede decir de esta lengua a partir de las pocas palabras que se conservan. Una evolución fonética llamativa es aquella por la que las consonantes aspiradas sonoras del PIE evolucionaron a las oclusivas sonoras β, γ, δ, a diferencia de todos los dialectos griegos conocidos, donde han evolucionado a las sordas φ, χ, θ, con pocas excepciones. 
- macedonio δανός danós ‘muerte’ (del pIE *dʰenh₂- ‘dejar’), comparado con la koiné θάνατος thánatos
- maced. ἀβροῦτες abroûtes o ἀβροῦϜες abroûwes ‘cejas’ opuesto al ático ὀφρῦς ophrûs
- maced. Βερενίκη Bereníkē contra ático Φερενίκη Phereníkē, 'la que porta la victoria'
- maced. ἄδραια adraia ‘tiempo soleado’, comparado con el ático αἰθρία aithría, del pIE *h₂aidʰ-
- maced. βάσκιοι báskioi ‘fasces’, contra ático φάσκωλος pháskōlos ‘saco de cuero’, del pIE *bʰasko
- Según las Historias de Heródoto 7.73 (ca. 440 a. C.), los macedonios afirmaban que los frigios eran llamados Brygoi antes de emigrar de Tracia a Anatolia (alrededor del 1200 a. C.).
- Plutarco dice, en su obra Moralia, que los macedonios usan b en vez de 'ph' mientras que los délficos una b en vez de p.
- El término macedonio μάγειρος mágeiros ‘carnicero’ era un préstamo del dórico al ático. Vittore Pisani ha sugerido un último origen macedonio para la palabra, que estaría emparentada con μάχαιρα mákhaira ‘cuchillo’ (< pIE *magʰ- ‘luchar’).

El mismo tratamiento es conocido para otros idiomas paleobalcánicos, e.g. frigio bekos ‘pan’, ilirio bagaron ‘caliente’, pero en ático φώγω phōgō ‘asado’, todo del PIE *bʰeh₃g-. Puesto que todos estos idiomas se conocen a través del alfabeto griego, el cual no tiene signos para sonoras aspiradas, no está claro si la desaspiración tuvo lugar realmente, o si β, δ, γ se escogieron como los más cercanos para expresar las aspiradas sonoras. 
Si γοτάν gotán ‘cerdo’ está relacionado con *gʷeh₃u- ‘ganado’, esto podría indicar que las labiovelares estaban intactas, o se asimilaron a las velares, resultado diferente al tratamiento del griego (ático βοτόν botón ‘bestia’, βοῦς boûs ‘vaca, toro’). Estas desviaciones, sin embargo, no son desconocidas en los dialectos griegos; compárese el dórico (espartano) γλεπ- glep- con el griego común βλεπ- blep-, además del dórico γλάχων gláchōn y el jónico γλήχων glēchōn con el griego común βλήχων blēchōn.
Varios ejemplos indican que las oclusivas velares sonoras se ensordecieron, especialmente en inicio de palabra: κάναδοι kánadoi, 'mandíbulas'  (< pIE *genu-); κόμβους kómbous ‘muelas’ (< pIE *ǵombʰ-); en interior de palabra: ἀρκόν arkón (ático ἀργός argós) y el topónimo macedonio Akesamenai, del nombre pierio Akesamenos (si Akesa- está emparentado con el griego agassomai, agamai ‘asombrar’; cf. el nombre tracio Agassamenos).
En Las aves de Aristófanes se encuentra la forma κεβλήπυρις keblēpyris ‘pájaro de cabeza roja’, que muestra una oclusiva sonora, al estilo macedonio, en lugar de la sorda aspirada habitual en griego: κεβ(α)λή keb(a)lē ‘cabeza’ frente a κεφαλή kephalē.

## Clasificación
Debido a los testimonios documentales fragmentarios y divergentes, diversos autores han hecho diferentes interpretaciones sobre la clasificación filogenética del antiguo macedonio: Las interpretaciones históricas del macedonio incluyen:
- Un dialecto griego, de parte del noroeste (locrio, etolio, focidio, epirota) variantes del dórico, sugerido por N. G. L. Hammond (1989) y O. Masson (1996).
- Un dialecto griego septentrional, relacionado con el eólico y tesalio, sugerido entre otros por A.Fick (1874) y O.Hoffmann (1906).
- Un dialecto griego mezcla de idioma ilirio y de idioma tracio, sugerido por Kretschmer (1896) y E. Schwyzer (1959).
- Un dialecto griego cuyo sustrato no tenía influencias indoeuropeas, sugerido por M. Sakellariou (1983).
- Un dialecto "ilirio" mezclado con griego, sugerido por K. O. Müller (1825) y por G. Bonfante (1987).
- Un idioma indoeuropeo independiente cercano al griego, tracio y frigio, sugerido por A. Meillet (1913) y I. I. Russu  (1938).[7]

La discusión está estrechamente relacionada con la reconstrucción del idioma protogriego.

### Grupo helénico (greco-macedonio)
Algunos lingüistas consideran que la lengua macedonia era una lengua hermana a todos los dialectos griegos antiguos, y no simplemente un dialecto griego. Si esta visión es correcta, entonces el macedonio y el griego podrían ser dos subramas de un grupo dentro de la indoeuropea, formando un grupo greco-macedonio, a veces también referido como grupo helénico. Esta terminología podría conducir a malentendidos, ya que la "rama helénica del indoeuropeo" es también usada sinónimamente con la rama griega (que contiene todos dialectos griegos antiguos y modernos) en un sentido más estrecho.
Un número de palabras macedonias, particularmente en el léxico de Hesiquios, son discutidas (i.e., algunos no las consideran verdaderas palabras macedonias) y algunas podrían haber sido corrompidas en la transmisión. Así "abroutes", puede ser leído como "abrouwes" (αβρουϝες), con tau (Τ)  sustituyendo a digamma (F). Si esta palabra podría incluirse en un dialecto griego; sin embargo, otras (e.g. A. Meillet) véase la dental como auténtica y esta palabra podría quizá pertenecer a una lengua indoeuropea diferente del griego.

### Antiguo dialecto griego
Otra escuela mantiene que el macedonio fue un dialecto griego. Aquellos que están a favor de una naturaleza puramente griega del macedonio, como un dialecto septentrional, son numerosos e incluyen a eruditos como H. Ahrens y O. Hoffmann. Una reciente propuesta de esta escuela fue la del Professor Olivier Masson, quien en su artículo sobre el antiguo idioma macedonio, en la tercera edición del Oxford Classical Dictionary, sugirió que el macedonio estaba relacionado con los dialectos noroccidentales griegos: m
Como en macedonio β, δ, γ = griego φ, θ, χ, Claude Brixhe sugiere que es un desarrollo posterior. Las letras no designan consonantes sonoras, i.e. [b, d, g], sino fricativas sonoras, i.e. [β, δ, γ], debido a la pronunciación de las fricativas sordas [φ, θ, x] (= Ático [ph, th, kh]). Brian Joseph añade que la remota evidencia está abierta a diferentes interpretaciones, ya que una respuesta definitiva no es posible", pero advierte que "el antiguo macedonio no es simplemente un antiguo dialecto griego a la par con el ático o el eólico". En este sentido, algunos autores también lo consideran un "dialecto griego pervertido."

### Idioma paleobalcánico independiente
Algunos lingüistas consideran que el idioma macedonio no era sólo una lengua separada, sino que pertenecía a una rama indoeuropea diferente de la rama helénica (o rama greco-macedonia), y sugieren que no era especialmente cercana al griego. Rechazan las correspondencias griegas encontradas en macedonio y prefieren tratarlo como un idioma indoeuropeo de los Balcanes, ubicado geográficamente entre Iliria al oeste y Tracia al este.
Algunos lanzan la hipótesis de que lingüísticamente el macedonio estaba entre el ilirio y el tracio, un tipo de idioma intermedio entre los dos. Un idioma del grupo traco-ilirio es muy discutido debido a que carece de importantes evidencias (véase Traco-ilirio), y una genética traco-iliria-macedonia es especulativa, aunque un Sprachbund en la zona es considerada probable. Recientemente, A. Garrett (1999) ha conjeturado que el macedonio pudiera en su primera etapa haber sido parte de un continuo dialectal que abarcaba los antiguos dialectos de todas las lenguas indoeuropeas sudoccidentales (incluyendo el griego), pero se quedaba secundario para los procesos irreales posteriores de convergencia que produjo el propio griego. Arguye que bajo esta perspectiva el cambio de sonido que isoglosas como la deaspiración de las oclusivas sonoras podría ser lo que limitó el valor de diagnóstico, mientras que últimamente la cuestión de si el macedonio pertenece o no a una unión genética con el griego es dudosa.
El antiguo léxico macedonio revela algunas palabras que no tienen cognados en griego, aunque lo tienen en otras lenguas indoeuropeas. Hay también algunas palabras que no tienen cognado en ninguna otra lengua, y pueden ser restos de un sustrato preindoeuropeo, tal vez relacionado con el sustrato prehelénico.